# (39464) Pöppelmann
(39464) Poppelmann, désignation internationale (39464) Pöppelmann, est un astéroïde de la ceinture principale.

## Description
(39464) Poppelmann est un astéroïde de la ceinture principale. Il fut découvert le 27 octobre 1973 à Tautenburg par Freimut Börngen. Il présente une orbite caractérisée par un demi-grand axe de 2,43 UA, une excentricité de 0,19 et une inclinaison de 0,7° par rapport à l'écliptique.

## Compléments